# A-League (2019/2020)
A-League 2019/2020 (ze względów sponsorskich zwana Hyundai A-League) – 43. edycja najwyższej klasy rozgrywkowej piłki nożnej w Australii i 15. od powstania A-League w 2004 roku. Brało w niej udział 11 drużyn, jako beniaminek zadebiutowała drużyna Western United FC.
Sydney FC zdobył tytuł premiera (zwycięzcy fazy zasadniczej) i drugi tytuł mistrzowski z rzędu, a piąty w swojej historii.
Zespoły australijskie wycofały się z Ligi Mistrzów 2021 AFC.

## Uczestnicy sezonu 2019/2020
- Adelaide United FC
- Brisbane Roar FC
- Central Coast Mariners FC
- Melbourne City FC
- Melbourne Victory FC
- Newcastle United Jets FC
- Perth Glory FC
- Sydney FC
- Wellington Phoenix FC
- Western Sydney Wanderers FC
- Western United FC

## Wpływ pandemii choroby COVID-19 na rozgrywki A-League
Pandemia rozpoczęła się w grudniu 2019 roku, kiedy po raz pierwszy odnotowano zachorowania na zakaźną chorobę COVID-19 w chińskim mieście Wuhan wywołaną przez wirusa SARS-CoV-2. W Australii pierwszy przypadek zachorowania na chorobę COVID-19 został stwierdzony w dniu 25 stycznia 2020 roku u obywatela Chin, który podróżował z Kantonu do Melbourne (Wiktoria). W tym samym dniu stwierdzono trzy przypadki zachorowań w stanie Nowa Południowa Walia. W dniu 11 marca 2020 roku Światowa Organizacja Zdrowia oficjalnie uznała chorobę COVID-19 wywołaną wirusem SARS-CoV-2 za pandemię.
W dniu 13 marca 2020 roku na posiedzeniu Rządu Australijskiego ogłoszono utworzenie narodowego kabinetu kryzysowego po raz pierwszy od zakończenia II wojny światowej. Jednocześnie na posiedzeniu zabroniono organizowanie zgromadzeń powyżej 500 osób oraz o obowiązkowej 14-dniowej kwarantannie dla osób przybywających z zagranicy do Australii od 15 marca 2020 roku w celu ograniczenia rozprzestrzeniania się wirusa.
W związku z zaistniałą sytuacją zarząd Football Federation Australia (FFA) w dniu 16 marca 2020 roku podjął decyzje o kontynuowaniu rozgrywek A-League bez udziału publiczności. Pod uwagę brana była również możliwość zawieszenia rozgrywek. Ponadto zarządzono szybsze zakończenie sezonu poprzez rozgrywanie spotkań co trzy dni. W ramach 23. kolejki sezonu zasadniczego drużyna Wellington Phoenix FC podejmowała zespół Melbourne Victory FC (wynik 3:0) w Wellington (Nowa Zelandia). W związku z wprowadzeniem obowiązkowej kwarantanny dla osób przybywających z zagranicy do Australii. Zawodnicy oraz sztaby trenerskie obu zespołów podani zostali dwutygodniowej kwarantannie. Drużyna Melbourne Victory od 16 marca 2020 roku przebywała na obowiązkowej kwarantannie, natomiast drużyna Wellington Phoenix od 18 marca 2020 roku. Ponadto drużyna Wellington Phoenix miała do końca sezonu rozegrać wszystkie spotkania w roli gospodarza w Australii w związku z wprowadzonymi obostrzeniami dla podróżnych z zagranicy. Klub Wellington Phoenix do końca sezonu miał trenować w Sydney. W związku z dwutygodniową kwarantanną mecze z udziałem Melbourne Victory przeciwko Brisbane Roar FC (24. kolejka) i Perth Glory FC (25. kolejka) oraz Wellington Phoenix przeciwko Newcastle United Jets FC (24. kolejka) i Sydney FC (zaległy mecz 21. kolejki) zostały przełożone.
W dniu 22 marca 2020 klub Perth Glory poinformował o odwołaniu spotkania przeciwko Western United FC, które miało zostać rozegrane następnego dnia w ramach 24. kolejki sezonu zasadniczego. Decyzja została podjęta przez władzę FFA w związku z zaleceniem wydanym przez rząd federalny, który odradzał wszelkich niepotrzebnych podróży oraz ograniczeniami wprowadzonymi przez rządy stanowe. Rządy Australii Południowej oraz Australii Zachodniej od 24 marca 2020 roku zamknęły swoje granice oraz wprowadziły obowiązkową 14-dniową kwarantanne dla osób przybywających do tych stanów.
W dniu 24 marca 2020 zarząd FFA poinformował o zawieszeniu rozgrywek A-League w sezonie 2019/2020 ze skutkiem natychmiastowym. Rozgrywki ligowe zostały zawieszone do 22 kwietnia 2020 roku. Decyzja o zawieszeniu rozgrywek została jednomyślnie podjęta przez zarząd FFA oraz kluby A-League. Decyzja o zawieszeniu rozgrywek została podjęta z powodu problemów logistycznych związanymi z obostrzeniami wprowadzonymi przez poszczególne stany oraz Rząd Nowej Zelandii w celu zapobiegnięcia rozprzestrzeniania się wirusa. Rząd Nowej Zelandii zadecydował o całkowitym zamknięciu granicy państwowej dla cudzoziemców od 25 marca 2020 roku. Drużyna Wellington Phoenix, która od 18 marca 2020 roku przebywała na kwarantannie w Sydney w związku z decyzją rządu nowozelandzkiego powróciła do Nowej Zelandii przed wyznaczoną datą zamknięcia granicy państwowej. Po powrocie do Nowej Zelandii drużyna poddana została obowiązkowej, 14-dniowej kwarantanne. Jednocześnie nowozelandzki urząd imigracyjny (ang. Immigration New Zealand) zezwolił zagranicznym zawodnikom klubu na powrót do Nowej Zelandii.
Sezon wznowiono 17 lipca 2020 r., a prawie wszystkie z pozostałych 27 meczów w sezonie zasadniczym rozegrano w Nowej Południowej Walii.

## Rozgrywki
Z powodu nieparzystej liczby zespołów w trakcie rozgrywek sezonu zasadniczego drużyny rozegrały 26 meczów w ramach 29 kolejek ligowych. W każdej kolejce pauzowała jedna drużyna. Każda z drużyn łącznie pauzowała w trzech kolejkach sezonu zasadniczego.
Sezon zasadniczy rozgrywano w okresie od 11 października 2019 do 19 sierpnia 2020. Seria finałowa rozgrywek rozpoczęła się 22 sierpnia 2020, a zakończyła się 30 sierpnia 2020.
Rozgrywki toczyły się o:
1. Zwycięzca sezonu zasadniczego i zespół z drugiego miejsca po zakończeniu fazy zasadniczej 2019/2020 kwalifikują się odpowiednio do fazy grupowej ACL 2021 i kwalifikacji do ACL 2021;
2. Zwycięzca w meczu Grand Final 2020 kwalifikuje się do fazy grupowej ACL 2021; w przypadku jeżeli zespoły z 1. lub 2. miejsca zdobędą mistrzostwo, wówczas 3. zespół sezonu zasadniczego 2019/2020 kwalifikuje się do eliminacji ACL 2021;
3. Wellington Phoenix należy do federacji Oceania Football Confederation i nie może brać udziału w rozgrywkach organizowanych przez Asian Football Confederation.
4. Udział w FFA Cup: drużyny, które na koniec sezonu zasadniczego 2019/2020 uplasują się na miejscach od 1. do 9. kwalifikują się do 1/16 finału FFA Cup (2020). Drużyny z miejsc 10. i 11. rozegrają baraż o wejście do 1/16 finału rozgrywek FFA Cup[28].

### Tabela
| Lp. | Drużyna                  | M  | Z  | R | P  | B+ | B– | +/– | Pkt | Kwalifikacja                                          |
| --- | ------------------------ | -- | -- | - | -- | -- | -- | --- | --- | ----------------------------------------------------- |
| 1   | Sydney FC (M, Z)         | 26 | 16 | 5 | 5  | 49 | 25 | +24 | 53  | Seria finałowa, Liga Mistrzów AFC 2021 • faza grupowa |
| 2   | Melbourne City           | 26 | 14 | 5 | 7  | 49 | 37 | +12 | 47  | Seria finałowa, Liga Mistrzów AFC 2021 • kwalifikacje |
| 3   | Wellington Phoenix       | 26 | 12 | 5 | 9  | 38 | 33 | +5  | 41  | Seria finałowa                                        |
| 4   | Brisbane Roar            | 26 | 11 | 7 | 8  | 29 | 28 | +1  | 40  | Seria finałowa, Liga Mistrzów AFC 2021 • kwalifikacje |
| 5   | Western United           | 26 | 12 | 3 | 11 | 46 | 37 | +9  | 39  | Seria finałowa                                        |
| 6   | Perth Glory              | 26 | 10 | 7 | 9  | 43 | 36 | +7  | 37  | Seria finałowa                                        |
| 7   | Adelaide United          | 26 | 11 | 3 | 12 | 44 | 49 | −5  | 36  |                                                       |
| 8   | Newcastle Jets           | 26 | 9  | 7 | 10 | 32 | 40 | −8  | 34  |                                                       |
| 9   | Western Sydney Wanderers | 26 | 9  | 6 | 11 | 35 | 40 | −5  | 33  |                                                       |
| 10  | Melbourne Victory        | 26 | 6  | 5 | 15 | 33 | 44 | −11 | 23  |                                                       |
| 11  | Central Coast Mariners   | 26 | 5  | 3 | 18 | 26 | 55 | −29 | 18  |                                                       |

### Wyniki
| Gospodarz \ Gość         | ADE | BRI | CCM | MCY | MVC | NEW | PER | SYD | WEL | WSW | WUN | ADE | BRI | CCM | MCY | MVC | NEW | PER | SYD | WEL | WSW | WUN |
| ------------------------ | --- | --- | --- | --- | --- | --- | --- | --- | --- | --- | --- | --- | --- | --- | --- | --- | --- | --- | --- | --- | --- | --- |
| Adelaide United          |     | 1–0 | 2–0 | 3–1 | 3–1 | 2–1 | 5–3 | 2–3 | 1–2 | 2–3 | 1–5 |     |     |     |     | 1–0 | 0–3 |     | 1–1 |     |     |     |
| Brisbane Roar            | 2–1 |     | 2–0 | 4–3 | 0–1 | 1–0 | 1–1 | 1–1 | 1–0 | 3–1 | 0–2 | 0–1 |     | 1–0 | 2–2 |     |     |     |     |     |     |     |
| Central Coast Mariners   | 1–3 | 0–1 |     | 2–4 | 3–2 | 1–1 | 0–3 | 0–3 | 1–3 | 1–3 | 1–0 | 2–1 |     |     |     |     | 0–0 |     |     |     | 1–1 |     |
| Melbourne City           | 2–1 | 1–0 | 3–1 |     | 1–2 | 2–0 | 0–3 | 2–0 | 3–2 | 1–1 | 3–2 | 2–2 |     |     |     | 2–1 |     | 0–0 |     |     |     |     |
| Melbourne Victory        | 2–1 | 1–2 | 2–3 | 0–0 |     | 4–0 | 1–0 | 0–3 | 1–1 | 1–2 | 2–3 |     |     |     |     |     |     |     | 1–4 | 0–0 |     | 1–2 |
| Newcastle Jets           | 1–2 | 1–1 | 4–3 | 0–4 | 1–1 |     | 1–1 | 1–2 | 3–0 | 2–0 | 0–0 |     |     |     | 2–1 |     |     | 2–1 |     |     |     | 1–0 |
| Perth Glory              | 3–0 | 1–1 | 1–2 | 2–3 | 2–2 | 6–2 |     | 1–3 | 4–2 | 2–0 | 0–2 |     |     | 1–0 |     | 0–4 |     |     |     | 1–2 |     |     |
| Sydney FC                | 2–1 | 5–1 | 1–0 | 2–1 | 2–1 | 4–1 | 0–0 |     | 2–1 | 0–1 | 1–2 |     | 1–0 |     |     |     | 1–2 |     |     | 3–1 |     |     |
| Wellington Phoenix       | 1–1 | 2–1 | 2–1 | 1–0 | 3–0 | 2–1 | 1–2 | 2–2 |     | 2–1 | 0–1 |     | 1–1 |     |     |     |     |     |     |     | 2–0 | 2–0 |
| Western Sydney Wanderers | 5–2 | 0–0 | 2–1 | 2–3 | 2–1 | 1–1 | 0–1 | 1–0 | 1–0 |     | 1–1 |     | 1–2 |     |     |     |     | 1–3 | 1–1 |     |     |     |
| Western United           | 3–4 | 0–1 | 3–0 | 1–2 | 3–1 | 0–1 | 1–1 | 0–2 | 1–3 | 2–1 |     |     |     | 6–2 | 1–3 |     |     |     |     |     | 5–3 |     |

### Miejsca po danych kolejkach
| Drużyna \ Kolejka        | 1         | 2  | 3  | 4  | 5  | 6  | 7  | 8  | 9  | 10 | 11 | 12 | 13 | 14 | 15 | 16 | 17 | 18 | 19 | 20 | 21 | 22 | 23 | 24 | 25 | 26 | 27 | 28 | 29 |   |
| ------------------------ | --------- | -- | -- | -- | -- | -- | -- | -- | -- | -- | -- | -- | -- | -- | -- | -- | -- | -- | -- | -- | -- | -- | -- | -- | -- | -- | -- | -- | -- | - |
| Drużyna \ Kolejka        | Sydney FC | 1  | 1  | 3  | 3  | 4  | 2  | 2  | 1  | 1  | 1  | 1  | 1  | 1  | 1  | 1  | 1  | 1  | 1  | 1  | 1  | 1  | 1  | 1  | 1  | 1  | 1  | 1  | 1  | 1 |
| Melbourne City           | 6         | 3  | 2  | 1  | 1  | 1  | 1  | 2  | 2  | 2  | 2  | 2  | 2  | 2  | 2  | 2  | 2  | 2  | 2  | 3  | 2  | 2  | 2  | 2  | 2  | 2  | 2  | 2  | 2  |   |
| Wellington Phoenix       | 11        | 11 | 11 | 11 | 11 | 11 | 11 | 9  | 5  | 6  | 6  | 6  | 4  | 4  | 4  | 4  | 4  | 4  | 5  | 4  | 4  | 3  | 3  | 3  | 3  | 3  | 3  | 3  | 3  |   |
| Brisbane Roar            | 4         | 6  | 10 | 9  | 9  | 7  | 8  | 6  | 9  | 9  | 10 | 10 | 9  | 9  | 7  | 7  | 7  | 6  | 6  | 6  | 6  | 5  | 4  | 4  | 4  | 5  | 4  | 4  | 4  |   |
| Western United           | 3         | 4  | 5  | 4  | 2  | 4  | 5  | 5  | 4  | 3  | 3  | 4  | 5  | 5  | 5  | 6  | 6  | 7  | 7  | 8  | 7  | 6  | 6  | 6  | 5  | 4  | 5  | 5  | 5  |   |
| Perth Glory              | 4         | 5  | 4  | 5  | 6  | 6  | 7  | 11 | 7  | 5  | 4  | 3  | 3  | 3  | 3  | 3  | 3  | 3  | 3  | 2  | 3  | 4  | 5  | 5  | 6  | 6  | 6  | 6  | 6  |   |
| Adelaide United          | 9         | 10 | 7  | 8  | 5  | 5  | 3  | 3  | 3  | 4  | 5  | 5  | 6  | 7  | 6  | 5  | 5  | 5  | 4  | 5  | 5  | 7  | 7  | 7  | 7  | 7  | 7  | 7  | 7  |   |
| Newcastle Jets           | 8         | 6  | 8  | 10 | 10 | 9  | 9  | 7  | 8  | 10 | 11 | 11 | 11 | 11 | 11 | 11 | 11 | 11 | 10 | 10 | 10 | 10 | 9  | 9  | 9  | 8  | 9  | 8  | 8  |   |
| Western Sydney Wanderers | 2         | 2  | 1  | 2  | 3  | 3  | 4  | 4  | 6  | 7  | 8  | 7  | 8  | 8  | 9  | 9  | 8  | 8  | 8  | 7  | 8  | 8  | 8  | 8  | 8  | 9  | 8  | 9  | 9  |   |
| Melbourne Victory        | 6         | 9  | 6  | 7  | 7  | 8  | 10 | 8  | 10 | 8  | 7  | 8  | 7  | 6  | 8  | 8  | 9  | 9  | 9  | 9  | 9  | 9  | 10 | 10 | 10 | 10 | 10 | 10 | 10 |   |
| Central Coast Mariners   | 10        | 8  | 8  | 6  | 8  | 10 | 6  | 10 | 11 | 11 | 9  | 9  | 10 | 10 | 10 | 10 | 10 | 10 | 11 | 11 | 11 | 11 | 11 | 11 | 11 | 11 | 11 | 11 | 11 |   |

### Seria finałowa
|  |                    |                       |                    |   |                   |          |                   |          |   |             |             |             |             |
|  | Runda eliminacyjna | Runda eliminacyjna    | Runda eliminacyjna |   |                   | Półfinał | Półfinał          | Półfinał |   |             | Grand Final | Grand Final | Grand Final |
|  | Runda eliminacyjna | Runda eliminacyjna    | Runda eliminacyjna |   |                   | Półfinał | Półfinał          | Półfinał |   |             | Grand Final | Grand Final | Grand Final |
|  |                    |                       |                    |   |                   |          |                   |          |   |             |             |             |             |
|  |                    |                       |                    |   |                   |          |                   |          |   |             |             |             |             |
|  |                    |                       |                    | 1 | Sydney FC         | 2        |                   |          |   |             |             |             |             |
|  |                    |                       |                    | 1 | Sydney FC         | 2        |                   |          |   |             |             |             |             |
|  | 3                  | Wellington Phoenix FC | 0                  |   |                   | 6        | Perth Glory FC    | 0        |   |             |             |             |             |
|  | 3                  | Wellington Phoenix FC | 0                  |   |                   | 6        | Perth Glory FC    | 0        |   |             |             |             |             |
|  | 6                  | Perth Glory FC        | 1                  |   |                   |          |                   |          | 1 | Sydney FC * | 1           |             |             |
|  | 6                  | Perth Glory FC        | 1                  |   |                   |          |                   |          | 1 | Sydney FC * | 1           |             |             |
|  |                    |                       |                    |   |                   | 2        | Melbourne City FC | 0        |   |             |             |             |             |
|  |                    |                       |                    |   |                   | 2        | Melbourne City FC | 0        |   |             |             |             |             |
|  |                    |                       |                    | 2 | Melbourne City FC | 2        |                   |          |   |             |             |             |             |
|  |                    |                       |                    | 2 | Melbourne City FC | 2        |                   |          |   |             |             |             |             |
|  | 4                  | Brisbane Roar FC      | 0                  |   |                   | 5        | Western United FC | 0        |   |             |             |             |             |
|  | 4                  | Brisbane Roar FC      | 0                  |   |                   | 5        | Western United FC | 0        |   |             |             |             |             |
|  | 5                  | Western United FC     | 1                  |   |                   |          |                   |          |   |             |             |             |             |
|  | 5                  | Western United FC     | 1                  |   |                   |          |                   |          |   |             |             |             |             |

* zwycięstwo po dogrywce;
| 22 sierpnia 2020 | Wellington Phoenix | 0:1   | Perth Glory                                         |                                                      |
| 17:00 AEST       |                    | (0:1) | Joel Chianese 18'                                   | Bankwest Stadium, Sydney Widzów: 0 Sędzia: Alex King |
| 17:00 AEST       | Cameron Devlin 73' | (0:1) | 77' Tomislav Mrčela · 90' Liam Reddy · 90+1' Juande | Bankwest Stadium, Sydney Widzów: 0 Sędzia: Alex King |

| 23 sierpnia 2020 | Brisbane Roar                       | 0:1   | Western United                                             |                                                        |
| 18:00 AEST       |                                     | (0:1) | 21'                                                        | Bankwest Stadium, Sydney Widzów: 0 Sędzia: Chris Beath |
| 18:00 AEST       | Tom Aldred 39' · Scott McDonald 64' | (0:1) | 4' Tomislav Uskok · 45+1' Tomoki Imai · 68' Andrew Durante | Bankwest Stadium, Sydney Widzów: 0 Sędzia: Chris Beath |

| 26 sierpnia 2020 | Melbourne City FC                                            | 2:0   | Western United   |                                                               |
| 17:00 AEST       | Jamie Maclaren 68' (k) · Tomoki Imai 84' (sam.)              | (0:0) |                  | Bankwest Stadium, Sydney Widzów: 1897 Sędzia: Alireza Faghani |
| 17:00 AEST       | Joshua Brillante 57' · Lachlan Wales 75' · Adrián Luna 90+4' | (0:0) | 90' Josh Cavallo | Bankwest Stadium, Sydney Widzów: 1897 Sędzia: Alireza Faghani |

| 26 sierpnia 2020 | Sydney FC                               | 2:0   | Perth Glory                                                         |                                                         |
| 20:10 AEST       | Miloš Ninković 24' · Adam le Fondre 28' | (2:0) |                                                                     | Bankwest Stadium, Sydney Widzów: 3477 Sędzia: Alex King |
| 20:10 AEST       | Paulo Retre 31' · Alex Wilkinson 86'    | (2:0) | 43' Juan de Dios Prados López · 53' Jacob Tratt · 80' Neil Kilkenny | Bankwest Stadium, Sydney Widzów: 3477 Sędzia: Alex King |

| 30 sierpnia 2020 | Sydney FC                         | 1:0 (pd.)       | Melbourne City FC                                  |                                                           |
| 18:30 AEST       | Rhyan Grant 100'                  | (0:0, 0:0, 1:0) |                                                    | Bankwest Stadium, Sydney Widzów: 7051 Sędzia: Chris Beath |
| 18:30 AEST       | Paulo Retre 53' · Rhyan Grant 97' | (0:0, 0:0, 1:0) | 103' Richard Windbichler · 117' Nathaniel Atkinson | Bankwest Stadium, Sydney Widzów: 7051 Sędzia: Chris Beath |

|              |    |                      |     |     |
|              |    |                      |     |     |
| BR           | 1  | Andrew Redmayne      |     |     |
| OB           | 23 | Rhyan Grant          | 97' |     |
| OB           | 4  | Alex Wilkinson (c)   |     |     |
| OB           | 6  | Ryan McGowan         |     |     |
| OB           | 16 | Joel King            |     |     |
| PO           | 17 | Anthony Cáceres      |     | 87' |
| PO           | 8  | Paulo Retre          | 53' |     |
| PO           | 26 | Luke Brattan         |     |     |
| PO           | 10 | Miloš Ninković       |     |     |
| NA           | 11 | Kosta Barbarouses    |     | 87' |
| NA           | 26 | Adam le Fondre       |     |     |
| Rezerwowi:   |    |                      |     |     |
| BR           | 20 | Tom Heward-Belle     |     |     |
| OB           | 3  | Ben Warland          |     |     |
| OB           | 21 | Harry Van der Saag   |     |     |
| PO           | 5  | Alexander Baumjohann |     | 87' |
| PO           | 19 | Chris Zuvela         |     |     |
| NA           | 12 | Trent Buhagiar       |     | 87' |
| NA           | 18 | Luke Ivanovic        |     |     |
| Trener:      |    |                      |     |     |
| Steve Corica |    |                      |     |     |

|                 |    |                      |      |      |
|                 |    |                      |      |      |
| BR              | 1  | Tom Glover           |      |      |
| OB              | 4  | Harrison Delbridge   |      | 72'  |
| OB              | 40 | Richard Windbichler  | 103' | 116' |
| OB              | 22 | Curtis Good          |      |      |
| OB              | 13 | Nathaniel Atkinson   | 117' |      |
| PO              | 20 | Adrián Luna          |      | 106' |
| PO              | 6  | Joshua Brillante (c) |      |      |
| PO              | 8  | Florin Berenguer     |      | 77'  |
| NA              | 19 | Lachlan Wales        |      | 86'  |
| NA              | 9  | Jamie Maclaren       |      |      |
| NA              | 11 | Craig Noone          |      | 106' |
| Rezerwowi:      |    |                      |      |      |
| BR              | 46 | Joe Gauci            |      |      |
| OB              | 2  | Scott Galloway       |      | 72'  |
| OB              | 7  | Rostyn Griffiths     |      | 116' |
| PO              | 21 | Ramy Najjarine       |      | 86'  |
| PO              | 30 | Moudi Najjar         |      | 106' |
| PO              | 34 | Connor Metcalfe      |      | 77'  |
| NA              | 49 | Stefan Colakovski    |      | 106' |
| Trener:         |    |                      |      |      |
| Erick Mombaerts |    |                      |      |      |

| MISTRZ AUSTRALII 2020 |
| --------------------- |
| Sydney FC 5. Tytuł    |

Joe Marston Medal:

Rhyan Grant (Sydney FC)
Sędziowie liniowi:

 Scott Edeling

 Kearney Robinson

Sędziowie techniczni:

 Alex King

 Ryan Gallagher

Sędzia VAR:

 Kris Griffiths-Jones

## Statystyki

### Strzelcy
| Bramki | Strzelcy        | Drużyna                   |
| ------ | --------------- | ------------------------- |
| 23     | Jamie Maclaren  | Melbourne City FC         |
| 21     | Adam le Fondre  | Sydney FC                 |
| 19     | Besart Berisha  | Western United FC         |
| 14     | Mitchell Duke   | Western Sydney Wanderers  |
| 13     | Bruno Fornaroli | Perth Glory FC            |
| 12     | Ulises Dávila   | Wellington Phoenix        |
| 10     | Riley McGree    | Adelaide United           |
| 10     | Roy O'Donovan   | Newcastle Jets            |
| 10     | Ola Toivonen    | Melbourne Victory         |
| 9      | Ben Halloran    | Adelaide United           |
| 8      | 4 zawodników    | 4 zawodników              |
| 7      | 1 zawodników    | 1 zawodników              |
| 6      | 5 zawodników    | 5 zawodników              |
| 5      | 7 zawodników    | 7 zawodników              |
| 4      | 8 zawodników    | 8 zawodników              |
| 3      | 10 zawodników   | 10 zawodników             |
| 2      | 26 zawodników   | 26 zawodników             |
| 1      | 60 zawodników   | 60 zawodników             |
| sam. 2 | Kye Rowles      | Central Coast Mariners FC |
| sam.   | 10 zawodników   | 10 zawodników             |

Źródło: 

### Frekwencja
W sezonie zasadniczym 2019/2020 łącznie mecze A-League obejrzało 1 073 309 kibiców, średnia na mecz wyniosła 8 726 widzów. W związku z pandemią COVID-19 w Australii, od 24. kolejki część spotkań rozgrywana była bez udziały publiczności. Średnia widzów obliczona została dla spotkań z udziałem publiczności.
| Lp. | Klub                     | Mecze domowe | Mecze domowe z udziałem publiczności | Średnia widzów | Najwięcej widzów                               | Najmniej widzów                                      | Suma widzów |
| --- | ------------------------ | ------------ | ------------------------------------ | -------------- | ---------------------------------------------- | ---------------------------------------------------- | ----------- |
| 1   | Adelaide United          | 13           | 11                                   | 8 183          | 12 198 (7. kolejka przeciw Melbourne Victory)  | 4 286 (23. kolejka przeciw Newcastle Jets)           | 90 011      |
| 2   | Brisbane Roar            | 13           | 11                                   | 8 628          | 12 859 (3. kolejka przeciw Melbourne Victory)  | 1 035 (29. kolejka przeciw Adelaide United)          | 94 911      |
| 3   | Central Coast Mariners   | 13           | 12                                   | 4 871          | 8 910 (2. kolejka przeciw Newcastle Jets)      | 1 035 (28. kolejka przeciw Western Sydney Wanderers) | 58 446      |
| 4   | Melbourne City           | 13           | 11                                   | 8 310          | 17 083 (11. kolejka przeciw Melbourne Victory) | 2 292 (23. kolejka przeciw Western Sydney)           | 91 408      |
| 5   | Melbourne Victory        | 13           | 10                                   | 17 366         | 33 523 (1. kolejka przeciw Melbourne City)     | 12 023 (10. kolejka przeciw Wellington Phoenix)      | 173 662‬     |
| 6   | Newcastle Jets           | 13           | 11                                   | 6 949          | 9 154 (8. kolejka przeciw Western Sydney)      | 2 570 (29. kolejka przeciw Western United)           | 76 434      |
| 7   | Perth Glory              | 13           | 10                                   | 7 716          | 11 168 (14. kolejka przeciw Adelaide United)   | 1 717 (29. kolejka przeciw Central Coast Mariners)   | 77 155      |
| 8   | Sydney FC                | 13           | 13                                   | 9 688          | 18 501 (18. kolejka przeciw Western Sydney)    | 1 186 (28. kolejka przeciw Newcastle Jets)           | 125 939     |
| 9   | Wellington Phoenix       | 13           | 11                                   | 8 620          | 15 347 (19. kolejka przeciw Melbourne City)    | 6 054 (3. kolejka przeciw Perth Glory)               | 94 821      |
| 10  | Western Sydney Wanderers | 13           | 12                                   | 10 695         | 28 519 (3. kolejka przeciw Sydney FC)          | 1 118 (27. kolejka przeciw Melbourne Victory)        | 128 337     |
| 11  | Western United           | 13           | 11                                   | 5 653          | 10 128 (9. kolejka przeciw Melbourne Victory)  | 2 973 (19. kolejka przeciw Brisbane Roar)            | 62 185      |

Źródło: 

## Nagrody i wyróżnienia
- Johnny Warren Medal – Alessandro Diamanti, Western United
- Młodzieżowiec sezonu – Riley McGree, Adelaide United
- Złoty But – Jamie Maclaren, Melbourne City (22 goals)
- Bramkarz Roku – Andrew Redmayne, Sydney FC
- Trener Roku – Erick Mombaerts, Melbourne City
- Nagroda Fair Play – Sydney FC
- Sędzia Roku – Chris Beath
- Gol Roku – Nikolai Topor-Stanley, Newcastle Jets (Newcastle Jets v Perth Glory, 29 lutego 2020)

| Drużyna sezonu | Drużyna sezonu                     | Drużyna sezonu                     | Drużyna sezonu                     | Drużyna sezonu                     | Drużyna sezonu                  | Drużyna sezonu                  | Drużyna sezonu                     | Drużyna sezonu                     | Drużyna sezonu                           | Drużyna sezonu                           | Drużyna sezonu                       | Drużyna sezonu                       |
| -------------- | ---------------------------------- | ---------------------------------- | ---------------------------------- | ---------------------------------- | ------------------------------- | ------------------------------- | ---------------------------------- | ---------------------------------- | ---------------------------------------- | ---------------------------------------- | ------------------------------------ | ------------------------------------ |
| Bramkarz       | Jamie Young (Brisbane Roar)        | Jamie Young (Brisbane Roar)        | Jamie Young (Brisbane Roar)        | Jamie Young (Brisbane Roar)        | Jamie Young (Brisbane Roar)     | Jamie Young (Brisbane Roar)     | Jamie Young (Brisbane Roar)        | Jamie Young (Brisbane Roar)        | Jamie Young (Brisbane Roar)              | Jamie Young (Brisbane Roar)              | Jamie Young (Brisbane Roar)          | Jamie Young (Brisbane Roar)          |
| Obrońcy        | Rhyan Grant (Sydney FC)            | Rhyan Grant (Sydney FC)            | Rhyan Grant (Sydney FC)            | Alex Wilkinson (Sydney FC)         | Alex Wilkinson (Sydney FC)      | Alex Wilkinson (Sydney FC)      | Michael Jakobsen (Adelaide United) | Michael Jakobsen (Adelaide United) | Michael Jakobsen (Adelaide United)       | Liberato Cacace (Wellington Phoenix)     | Liberato Cacace (Wellington Phoenix) | Liberato Cacace (Wellington Phoenix) |
| Pomocnicy      | Ulises Dávila (Wellington Phoenix) | Ulises Dávila (Wellington Phoenix) | Ulises Dávila (Wellington Phoenix) | Ulises Dávila (Wellington Phoenix) | Luke Brattan (Sydney FC)        | Luke Brattan (Sydney FC)        | Luke Brattan (Sydney FC)           | Luke Brattan (Sydney FC)           | Alessandro Diamanti (Western United)     | Alessandro Diamanti (Western United)     | Alessandro Diamanti (Western United) | Alessandro Diamanti (Western United) |
| Napastnicy     | Besart Berisha (Western United)    | Besart Berisha (Western United)    | Besart Berisha (Western United)    | Besart Berisha (Western United)    | Jamie Maclaren (Melbourne City) | Jamie Maclaren (Melbourne City) | Jamie Maclaren (Melbourne City)    | Jamie Maclaren (Melbourne City)    | Adam le Fondre (Sydney FC)               | Adam le Fondre (Sydney FC)               | Adam le Fondre (Sydney FC)           | Adam le Fondre (Sydney FC)           |
| Zmiennicy      | Paul Izzo (Adelaide United)        | Paul Izzo (Adelaide United)        | Steven Taylor (Wellington Phoenix) | Steven Taylor (Wellington Phoenix) | Miloš Ninković (Sydney FC)      | Miloš Ninković (Sydney FC)      | Riley McGree (Adelaide United)     | Riley McGree (Adelaide United)     | Mitchell Duke (Western Sydney Wanderers) | Mitchell Duke (Western Sydney Wanderers) |                                      |                                      |

Źródło: 

## Stadiony
| Adelaide United |
| --------------- |
| Coopers Stadium |
| 17 000          |
|                 |

| Brisbane Roar   | Brisbane Roar   | Brisbane Roar      |
| --------------- | --------------- | ------------------ |
| Suncorp Stadium | Dolphin Stadium | Cbus Super Stadium |
| 52 500          | 10 000          | 27 400             |
|                 |                 |                    |

| Central Coast Mariners |
| ---------------------- |
| Central Coast Stadium  |
| 20 059                 |
|                        |

| Melbourne City |
| -------------- |
| AAMI Park      |
| 30 050         |
|                |

| Melbourne Victory | Melbourne Victory |
| ----------------- | ----------------- |
| Marvel Stadium    | AAMI Park         |
| 56 347            | 30 050            |
|                   |                   |

| Newcastle Jets         |
| ---------------------- |
| McDonald Jones Stadium |
| 33 000                 |
|                        |

| Perth Glory |
| ----------- |
| Perth Oval  |
| 20 441      |
|             |

| Sydney FC              | Sydney FC       |
| ---------------------- | --------------- |
| Netstrata Jubilee Oval | Leichhardt Oval |
| 22 000                 | 20 000          |
|                        |                 |

| Wellington Phoenix | Wellington Phoenix |
| ------------------ | ------------------ |
| Sky Stadium        | Eden Park          |
| 36 000             | 50 000             |
|                    |                    |

| Western Sydney Wanderers |
| ------------------------ |
| Bankwest Stadium         |
| 30 000                   |
|                          |

| Western United | Western United | Western United  |
| -------------- | -------------- | --------------- |
| GMHBA Stadium  | Mars Stadium   | VU Whitten Oval |
| 36 000         | 11 000         | 12 000          |
|                |                |                 |

Źródło: 